# Bruno Kruse
 Bruno Friedrich Emil Kruse  (* 1. Juni 1855 in Hamburg; † 12. Dezember 1934 in Berlin) war ein deutscher Bildhauer und Medailleur.

## Leben

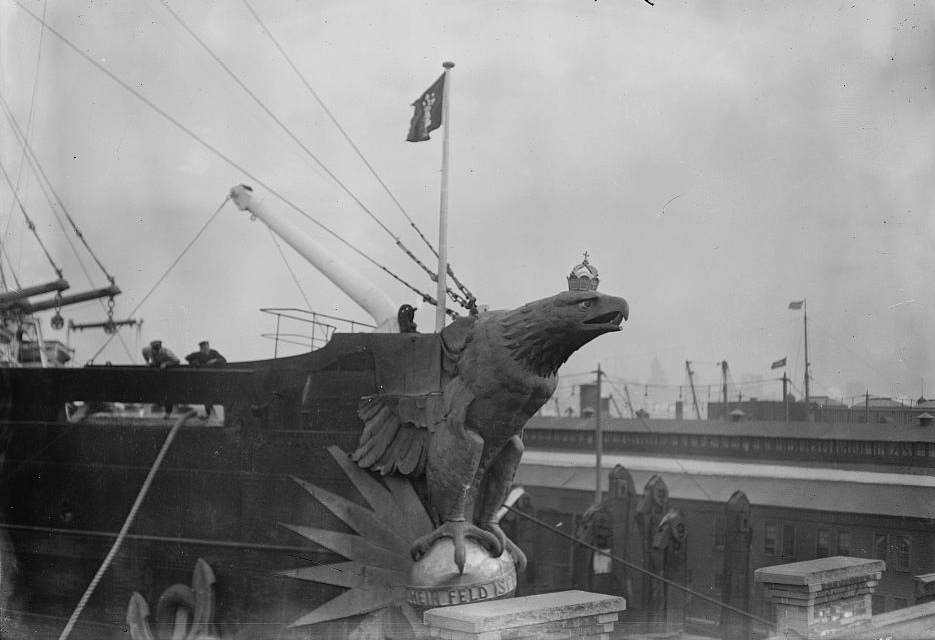
Bugadler der Imperator

In der Zeit von 1876 bis 1884 studierte Bruno Kruse an der Kunstakademie Dresden und war Schüler bei Johannes Schilling, ab 1879 Meisterschüler. Dabei arbeitete er an den Aufträgen seines Professors in dessen Atelier in der Dresdner Eliasstraße 1 mit, besonders an dem monumentalen Niederwalddenkmal für Rüdesheim. Kruse wohnte bis 1885 in der Blumenstraße 38. Er beteiligte sich ab dem Jahr 1878 an den Dresdner Kunstausstellungen mit seinen eigens geschaffenen Exponaten, 1878 eine Weibliche Büste, 1879 eine bronzierte Walküre, den Krieger in den Kampf führend. Dieses Werk wurde im Jahr 1884 an den Alsteranlagen in Hamburg-Uhlenhorst aufgestellt und 1910 durch einen Bronzeguss ausgetauscht.
Im Jahr 1885 ließ er sich in Berlin freischaffend nieder und führte ein eigenes Atelier. In den Jahren von 1891 bis 1923 war er an der Handwerkerschule als Lehrkraft angestellt. Neben seinen Kleinplastiken und Marmorbüsten schuf er Bronzestatuen und widmete sich der Medailleurkunst. Vornehmlich orientierte er sich an italienischen Mustern und machte die Gußmedaille neben der beliebten Prägemedaille ebenbürtig. Alle möglichen Plaketten und Medaillen von Fürstlichkeiten, Gelehrten, des Militärs und des Kaiser zeigend trugen seine künstlerische Handschrift.
Für den deutschen Luxusdampfer Imperator lieferte er den Entwurf für die Bugzier, einen übergroßen Adler. Er war aus Bronze gefertigt und hatte eine Flügelspannweite von 16 Metern. In den Krallen hielt er einen Globus mit dem Motto der Reederei, "Mein Feld ist die Welt". Noch vor dem Ausbruch des Ersten Weltkrieges schlug ein Sturm auf dem Atlantik dem riesigen Bronzeadler die Flügel ab, anschließend wurde der Bronzeadler ganz entfernt.

## Werke, Auswahl

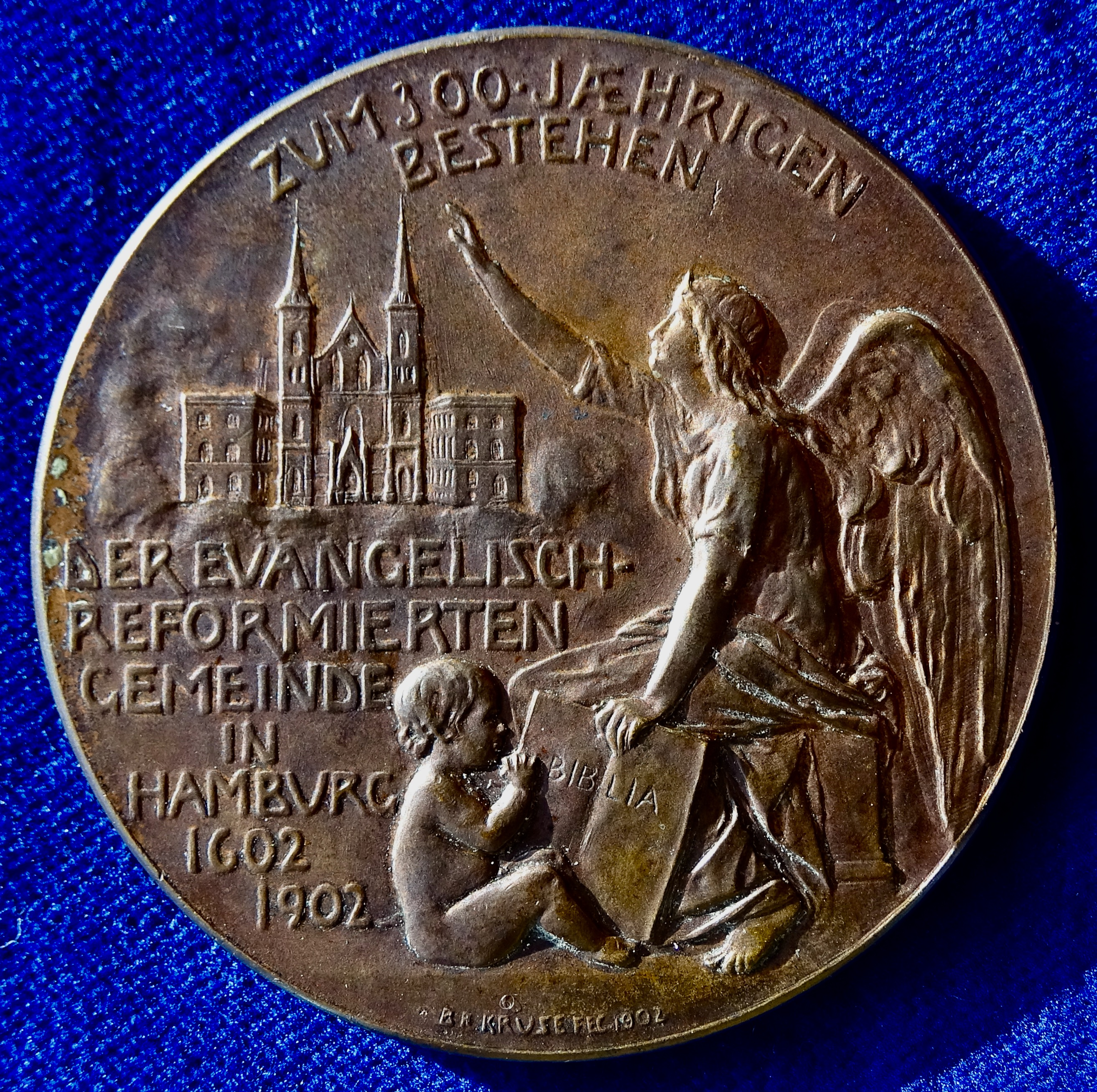
- 1902: Hamburg. Jugendstil-Medaille zur 300-jahrfeier der Evangelisch-Reformierten-Gemeinde, Vorderseite

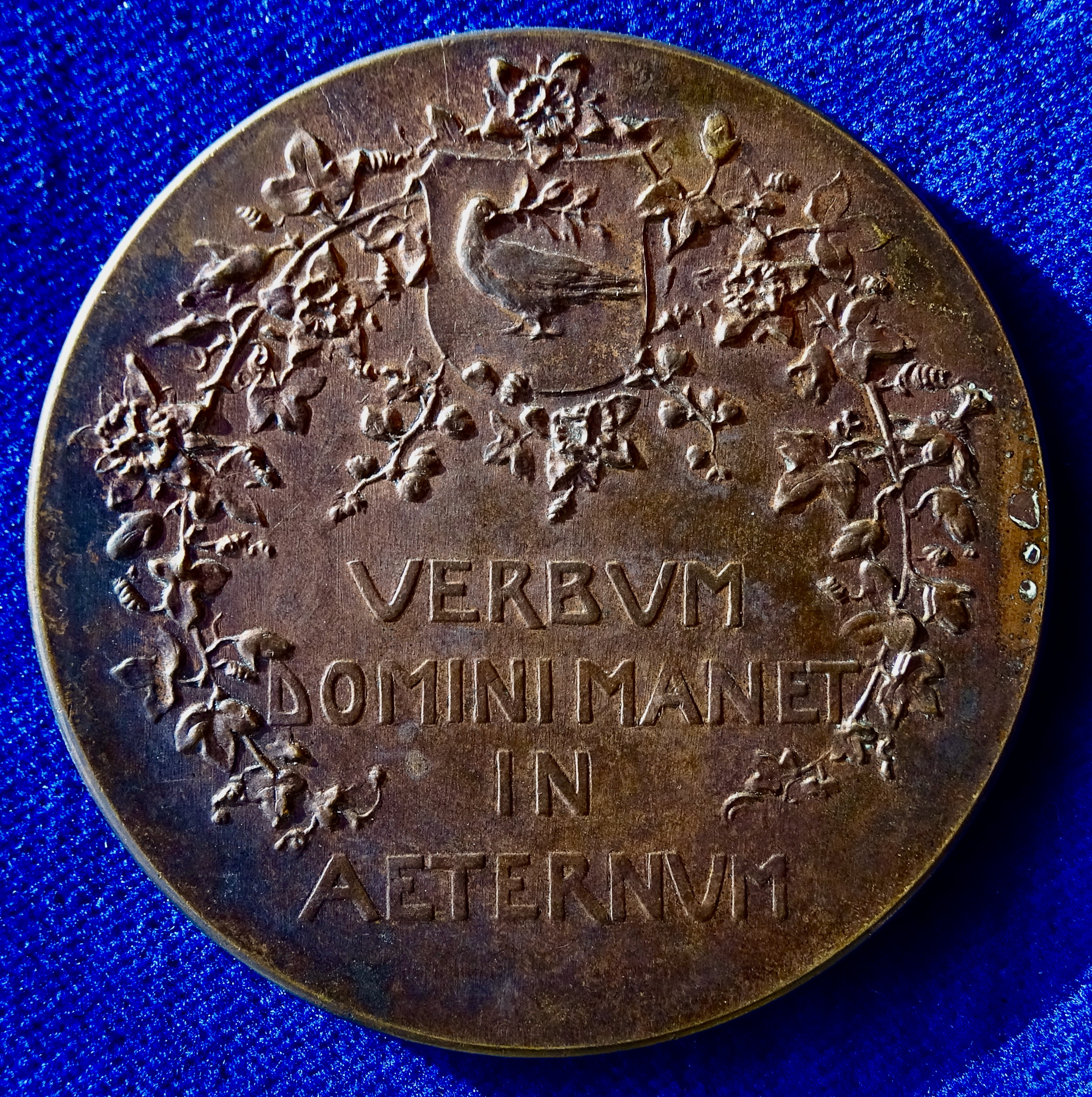
Die Rückseite dieser Medaille

- 1878: Weibliche Büste, Gips, Kunstausstellung Dresden.
- 1879: Walküre, den Krieger in den Kampf führend, Gips, Kunstausstellung Dresden
- 1880: Walküre, den gefallenen Helden emportragend, Gips, Kunstausstellung Dresden
- 1888: Bildnisbüste aus Marmor Dr. Hermann Anthony C.Weber, Kaisersaal im Rathaus Hamburg
- 1888: Bildnisbüste aus Marmor Gustav Christian Schwabe, Hamburg Kaisersaal im Rathaus
- 1888: Bildnisbüste aus Marmor Bürgermeister Petersen, Kaisersaal im Rathaus Hamburg
- 1889: Marmorbüste Moltke, Schlieffens und Graf Waldersee im Generalstabsgebäude zu Berlin,
- 1890: Figur Bacchantin aus Marmor Hamburger Kunsthalle
- 1890: Bildnisstatue Denver aus Marmor Kunsthalle Hamburg.
- 1892–1893: Bronzefiguren St. Georg und Kaiser Lothar von Sachsen am Rathaus Hamburg
- 1902: Heinrich-Rosenberg-Denkmal in Hannover[7]
- 1911: Marmorbüste Albert Ballin, Auswanderungsmuseum Veddeler Bogen 2, Hamburg-Veddel (Ballin-Stadt), Haus 1, Eingangsbereich (Stand: Februar 2023).
- 1915: Plakette Mit Gott für Kaiser und Reich. Der nackte Herkules im Kampf mit der Lernäischen Hydra darstellend. Einseitiger Eisenguss. Münzkabinett, Staatliche Museen zu Berlin, Objektnummer 18234648
- Marmorbüste Kaiser Wilhelm I.
- Marmorbüste Otto von Bismarck

weitere Bismarck-Denkmale:
- 1889: Bismarck-Büste für Bismarckturm in Cottbus, nach 1945 verschollen. 24 August 2017: Neuguss einer Büste aus dem Jahr 1889 in Lauchhammer.[9]
- 1895: Bismarck-Gedenkstein mit großen Medaillon in Dresden-Rochwitz.[10]
- 1896: Bismarck-Denkmal, Sockel mit großer Büste, Großenhain, Meißner Straße. 1945 abgerissen.
- 1895: Medaillon, Gettorf in Schleswig-Holstein, Eichstraße Ecke Spritzengang.
- 1885: Sockel mit Büste, Greiz Heinrichstraße, 1942 Metallspende.
- 1897–1898: Statuen Hamburg Laeiszhof, An der Trostbrücke 1.
- 1895: Medaillon mit Gedenkstein, Namslau in Schlesien, jetzt Namysłów. 1945 wahrscheinlich zerstört[11].
- 1895: Medaillon am Aussichtsturm in Stade. 1960 abgebrochen.
- 1906: Sockel mit großer Büste, Weida. 1942 abgebaut und eingelagert, Verbleib unbekannt.

In Hamburg schuf Kruse auf dem Ohlsdorfer Friedhof die Familiengrabmäler Neidlinger (1920/21) und Pulvermann (1919), im Zusammenwirken mit den Architekten Martin Haller und Hermann Geissler gestaltete er das Innere des Mausoleums von Ohlendorff (1899/1900), und in der weitläufigen Familienanlage
 Laeisz/Canel/Hanssen/Meerwein schuf er 1901 das Porträtrelief (Canel) sowie die Skulpturengruppe Engel mit Kind (Hanssen).